# (20161) 1996 TR66
(20161) 1996 TR66 — транснептуновый объект с орбитой, расположенной дальше Плутона, в поясе Койпера. Обнаружен 8 октября 1996 года Дэвидом Джуиттом, Чадом Трухильо, Дейно Х. Лю и Чэнь в обсерватории Мауна-Кеа, Гавайи. Он находится в орбитальном резонансе 1:2 с Нептуном, поэтому он был классифицирован как тутино, из которых он был обнаружен первым.

## Тутино
1996 TR66 имеет большую полуось, вблизи края классического пояса. Центр малых планет (MPC) и глубокие исследования эклиптики (DES) занесли его в список тутино. За время которое тутино делает один оборот вокруг Солнца, Нептун соверашает два.
1996 TR66 был первым обнаруженным тутино. Сейчас он приближается к перигелию (28,7 а.е.), и ближе к Солнцу чем Нептун (29,7 а.е.).